# 2259 Софіївка
2259 Софі́ївка (2259 Sofievka) — астероїд головного поясу, відкритий 19 липня 1971 року. Названий на честь Національного дендрологічного парку «Софіївка», розташованого в місті Умань (Черкаська область).
Тіссеранів параметр щодо Юпітера — 3,569.